# 麻原酒造
麻原酒造株式会社（あさはらしゅぞう）は、埼玉県毛呂山町に本社を置く日本の酒造会社である。日本酒をはじめリキュールなどを製造している。

## 概要
琵琶湖の近くに生まれ、9歳から東京・青梅の酒造に奉公していた麻原善次郎が、29歳のときに毛呂で創業した。現社長の麻原健一は「日本酒はもう駄目だ」と感じていたが、ある日美味しい日本酒を飲んで考え方が変わったという。これからの日本酒には、若い人材が必要であると考えている。

## 主力商品
- 日本酒
  - 琵琶のさゝ浪 - 名前の由来は麻原善次郎が詠んだ「近江やに名高き松の一本木　先から先へと開くさざ浪」から[4]
  - 大天授
  - 武蔵野
- リキュール
  - 果実のささやき
  - すてきなシリーズ
- ワイン
  - 梅酒ワイン
  - 武蔵野ブラン白、ルージュ赤
- 焼酎
  - 乙類 蒸留王25度
  - 乙類 琵琶のさゝ浪20度
  - 吟醸粕取り焼酎 武蔵野20度
- ビール
  - ライオンズビール
  - 武蔵野ビール
  - 高麗ビール

## 沿革
- 1882年 - 創業。
- 1991年 - 杜氏制廃止。日本酒以外の酒の製造と全国展開を開始[5]。
- 2001年 - 特産品のユズ、梅を利用したリキュールを製造開始。

## 関連施設
- 越生ブリュワリー - 埼玉県入間郡越生町大字上野2906-1所在の直営店舗。試飲もできる（自家用車利用の場合は不可）。最寄り駅は毛呂駅、越生駅、武州唐沢駅[6]。